# Автошлях E551
E 551 — європейська дорога B класу в Чехії, що з'єднує міста Чеські Будейовіце — Гумполець.

## Розв'язки трас та доріг Е
- Чехія (на спільних вивісках  I 34)
  - Чеські Будейовиці:   E49,  E55
  - Гумполець:   E50